# Billy Crystal
Billy Crystal (născut William Edward Crystal, 14 martie 1948 (77 de ani)

, New York City) este un actor, artist de voce, producător de film, scenarist, gazdă de televiziune, regizor, cântăreț și comic american. A început să devină faimos în anii 1970 interpretând rolul lui Jodie Dallas în sitcomul ABC Soap, devenind o vedetă la Hollywood în anii 1980-1990, apărând în filme de succes ca Când Harry a cunoscut-o pe Sally (1989), Orășenii (1991) sau Cu nașu' la psihiatru (1999). A interpretat vocea lui Mike Wazowski în franciza Monsters, Inc. A fost gazda Premiilor Oscar de nouă ori, începând cu 1990 și cel mai recent în 2012.  

## Biografie
Billy Crystal, al cărui tată a fost un promotor de jazz și director de case de discuri, și-a petrecut cea mai mare parte a copilăriei în Long Beach, New York . În liceu, Crystal era un jucător pasionat de baseball și, după absolvire, a urmat pentru scurt timp Universitatea Marshall din Huntington , Virginia de Vest , cu o bursă de baseball. După un an s-a transferat la Nassau Community College din Long Island , unde a studiat teatrul . Ulterior, s-a transferat la Universitatea din New York și a urmat regie de film și televiziune , studiind la clasa regizorului Martin Scorsese și absolvind în 1970.
În 1969, Billy Crystal a format un trio de comedie cu doi foști colegi de clasă la Nassau. Grupul a concertat în locuri mici timp de aproximativ patru ani. Crystal a început apoi o carieră de stand-up solo , frecventând cluburi din New York. În 1975, a fost văzut de un producător de casting pentru sezonul inaugural al emisiunii de comedie sketch NBC's Saturday Night (numit mai târziuSaturday Night Live ) și era programat să cânte în mai multe episoade. Cu toate acestea, afacerea a eșuat chiar înainte de prima difuzare a programului, din cauza unui dezacord; avea să apară în emisiune pentru scurt timp în anul următor.

## Filmografie

### Film
| An   | Titlu                                               | Rol                                | Note |
| ---- | --------------------------------------------------- | ---------------------------------- | --- |
| 1977 | SST: Death Flight                                   | David                              | |
| 1978 | Rabbit Test                                         | Lionel Carpenter                   | |
| 1980 | Animalympics                                        | Lodge Turkell (voce)               | |
| 1984 | This Is Spinal Tap                                  | Morty the Mime                     | |
| 1986 | Running Scared                                      | Danny Constanzo                    | |
| 1987 | The Princess Bride                                  | Miracle Max                        | |
| 1987 | Throw Momma from the Train                          | Larry Donner                       | |
| 1988 | Memories of Me                                      | Abbie                              | Scenarist/Producător |
| 1989 | When Harry Met Sally...                             | Harry Burns                        | American Comedy Award for Funniest Actor in a Motion Picture Nominalizare — Golden Globe Award for Best Actor – Motion Picture Musical or Comedy                                                                  |
| 1991 | City Slickers                                       | Mitch Robbins                      | Producător executiv American Comedy Award for Funniest Actor in a Motion Picture MTV Movie Award for Best Comedic Performance Nominalizare — Golden Globe Award for Best Actor – Motion Picture Musical or Comedy |
| 1992 | Doctor Seuss Video Classics: Horton Hatches the Egg | Narator (voce)                     | |
| 1992 | Mr. Saturday Night                                  | Buddy Young, Jr.                   | Scenarist/Regizor/Producător Nominalizare — Golden Globe Award for Best Actor – Motion Picture Musical or Comedy                                                                                                  |
| 1994 | City Slickers II: The Legend of Curly's Gold        | Mitch Robbins                      | Scenarist/Producător |
| 1995 | Forget Paris                                        | Mickey Gordon                      | Scenarist/Regizor/Producător |
| 1996 | Hamlet                                              | First Gravedigger                  | |
| 1997 | Deconstructing Harry                                | Larry                              | |
| 1997 | Fathers' Day                                        | Jack Lawrence                      | |
| 1998 | My Giant                                            | Sam 'Sammy' Kamin                  | Scenarist/Producător |
| 1999 | Analyze This                                        | Dr. Ben Sobel                      | Producător executiv |
| 2000 | The Adventures of Rocky and Bullwinkle              | Mattress salesman                  | Nemenționat |
| 2001 | 61*                                                 |                                    | Regizor |
| 2001 | America's Sweethearts                               | Lee Phillips                       | Scenarist/Producător |
| 2001 | Monsters, Inc.                                      | Michael "Mike" Wazowski (voce)     | |
| 2002 | Mike's New Car                                      | Michael "Mike" Wazowski (voce)     | Scurtmetraj |
| 2002 | Analyze That                                        | Dr. Ben Sobel                      | Producător executiv |
| 2004 | Howl's Moving Castle                                | Calcifer (voce)                    | |
| 2005 | Dinotopia: Quest for the Ruby Sunstone              | Karl Scott (voce)                  | |
| 2006 | Cars                                                | Michael "Mike" Wazowski Car (voce) | Cameo |
| 2009 | Make 'Em Laugh: The Funny Business Of America       | Rolul său (gazdă)                  | |
| 2010 | Tooth Fairy                                         | Jerry                              | Nemenționat |
| 2012 | Parental Guidance                                   | Artie Decker                       | |
| 2012 | Small Apartments                                    | Burt Walnut                        | |
| 2013 | Monsters University                                 | Michael "Mike" Wazowski (voce)     | |
| 2014 | Party Central                                       | Michael "Mike" Wazowski (voce)     | Scurtmetraj |

### Televiziune
| An        | Titlu                           | Rol                                 | Note                                                                                 |
| --------- | ------------------------------- | ----------------------------------- | ------------------------------------------------------------------------------------ |
| 1976      | All in the Family               | Angel                               | Episodul: "New Year's Wedding"                                                       |
| 1976      | The Dean Martin Celebrity Roast | Rolul său                           | Episodul: "Muhammad Ali Roast"                                                       |
| 1977–1981 | Soap                            | Jodie Dallas                        | 73 episoade                                                                          |
| 1981      | Darkroom                        | Paddy                               | Episodul: "Make-Up                                                                   |
| 1982      | The Billy Crystal Comedy Hour   | Rolul său (gazdă)                   | 5 episoade                                                                           |
| 1984      | Saturday Night Live             | Rolul său (gazdă)                   | Episodul: "Billy Crystal/Al Jarreau"                                                 |
| 1984      | Saturday Night Live             | Rolul său (co-gazdă)                | Episodul: "Billy Crystal, Ed Koch, Edwin Newman, Don Novello, Betty Thomas/The Cars" |
| 1984–1985 | Saturday Night Live             | Rolul său, Diverse                  | 18 episoade                                                                          |
| 1985      | Simon & Simon                   | Ben Crane                           | Episodul: "Quint Is Out"                                                             |
| 1986–1988 | Sesame Street                   | Ricky                               | 2 episoade                                                                           |
| 1987      | 29th Annual Grammy Awards       | Rolul său (gazdă)                   | Special TV                                                                           |
| 1988      | 30th Annual Grammy Awards       | Rolul său (gazdă)                   | Special TV                                                                           |
| 1989      | 31st Annual Grammy Awards       | Rolul său (gazdă)                   | Special TV                                                                           |
| 1990      | 62nd Academy Awards             | Rolul său (gazdă)                   | Special TV                                                                           |
| 1991      | 63rd Academy Awards             | Rolul său (gazdă)                   | Special TV                                                                           |
| 1992      | 64th Academy Awards             | Rolul său (gazdă)                   | Special TV                                                                           |
| 1993      | 65th Academy Awards             | Rolul său (gazdă)                   | Special TV                                                                           |
| 1995      | Frasier                         | Jack (voce)                         | Episodul: "Leapin' Lizards"                                                          |
| 1996      | Muppets Tonight                 | Rolul său                           | Episodul: "Billy Crystal"                                                            |
| 1997      | Friends                         | Tim ginecologul (cu Robin Williams) | Episodul: "The One with the Ultimate Fighting Champion"                              |
| 1997      | 69th Academy Awards             | Rolul său (gazdă)                   | Special TV                                                                           |
| 1998      | 70th Academy Awards             | Rolul său (gazdă)                   | Special TV                                                                           |
| 2000      | 72nd Academy Awards             | Rolul său (gazdă)                   | Special TV                                                                           |
| 2002      | Liberty's Kids                  | John Adams (voce)                   | 6 episoade                                                                           |
| 2004      | 76th Academy Awards             | Rolul său (gazdă)                   | Special TV                                                                           |
| 2010      | Planet Sheen                    | Soldier Joagth (voce)               | Episodul: "What's Up Chock?"                                                         |
| 2012      | 84th Academy Awards             | Rolul său (gazdă)                   | Special TV                                                                           |
| 2013      | Web Therapy                     | Garreth Pink                        | Episodul: "No Place Like Home"                                                       |
| 2014      | 700 Sundays                     | Rolul său                           | Special TV                                                                           |
| 2015      | The Comedians                   | Billy                               | Rol principal                                                                        |

### Jocuri video
| An   | Titlu                       | Rol                  |
| ---- | --------------------------- | -------------------- |
| 2002 | Monsters, Inc. Scream Arena | Mike Wazowski (voce) |

## Legături externe
- Billy Crystal la Internet Movie Database
- Billy Crystal appears on Michael Eisner's talkshow on CNBC Arhivat în 21 octombrie 2008, la Wayback Machine.